# Totenhütte von Reiser

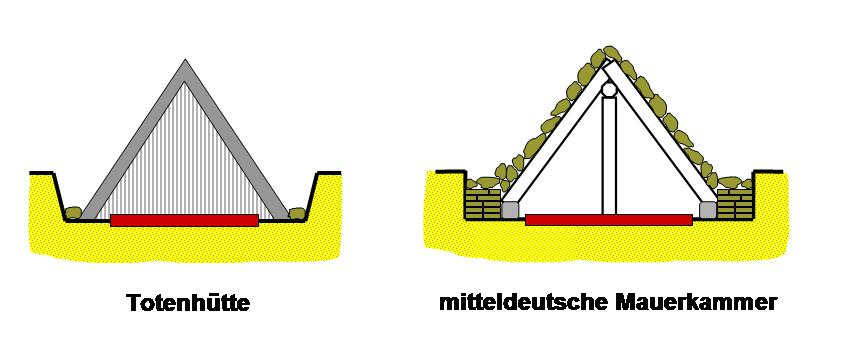
Totenhütte (Bohlenkammer) und Mauerkammergrab

Die kleine, 0,5 m eingetiefte Totenhütte von Reiser wurde 1935 beim Pflügen entdeckt und von B. Klett untersucht. Reiser ist ein Ortsteil der Gemeinde Unstruttal. Das Dorf liegt im Unstrut-Hainich-Kreis in Thüringen.
Die Nordost-Südwest-orientierte Totenhütte hat ein 2 × 0,8 m großes Pflaster, aus kleinen Kalk- und Sandsteinplatten. Es war von einer 2,5 × 1,5 m großen; ovalen Steinsetzung umgeben. Die Anlage war von einer Steinschicht bedeckt, die die zusammengestürzte Bedeckung des Holzdaches darstellt.
Auf dem Pflaster lagen die Reste von vier Individuen, von denen ein Erwachsener und ein Jugendlicher gestreckt auf dem Rücken liegend in Nordost-Südwest Richtung bestattet war. Auf der Brust des Erwachsenen fanden sich zwei durchbohrte Bäreneckzähne sowie ein Tierknochen und kleine Holzkohlestückchen. Im Ostteil lagen die Skelettreste zweier Kinder auf einem Haufen.
Eine Bernburger Scherbe enthielt das Inventar eines Grabes, dass eine Siedlungsgrube teilweise überlagerte.
Der Befund zeigt Merkmale, die ihn mit keiner neolithischen Kultur des Mittelelbe-Saale-Gebietes verbinden. Es scheint jedoch zeitgleich mit der oder jünger als die Bernburger Kultur zu sein, zu der sich, den Grabbau betreffend Beziehungen andeuten. Ulrich Fischers Zuweisung zur Walternienburg-Bernburger Kultur lässt sich nicht belegen. Zu korrigieren ist ferner, dass vier gestreckte Bestattungen vorhanden gewesen seien.